# Neustift im Stubaital
Neustift im Stubaital település Ausztriában, Tirolban az Innsbrucki járásban található. Területe 248,99 km², lakosainak száma 4637 fő, népsűrűsége 19 fő/km² (2014. január 1-jén). A település 994 méter tengerszint feletti magasságban helyezkedik el.
A település részei: 
| Stubaier Haupttalban: Kampl Pfurtschell Außerrain Herrengasse Neder Schmieden Obergasse | Rain Neustift im Stubaital (Dorf) Scheibe Aue Lehner Stackler Autenhöfe Milders | Unterbergtalban Schaller Unteregg Oberegg Krößbach Neugasteig Gasteig Volderau Ranalt Mutterbergalm | Oberbergtalban Bichl Oberberg Seduck |

## Fordítás
- Ez a szócikk részben vagy egészben  a   Neustift im Stubaital című angol Wikipédia-szócikk ezen változatának fordításán alapul.  Az eredeti cikk szerkesztőit annak laptörténete sorolja fel. Ez a jelzés csupán a megfogalmazás eredetét és a szerzői jogokat jelzi, nem szolgál a cikkben szereplő információk forrásmegjelöléseként.